# 성문음화
성문음화(聲門音化, glottalization)는 다른 소리가 발음되는 동안 성문이 완전히 또는 부분적으로 닫히는 것이다. 모음 및 기타 공명음의 성문화는 대개 삐걱거리는 목소리(부분 폐쇄)로 인식된다. 방해 자음의 성문화는 일반적으로 성문의 완전한 폐쇄를 포함한다. 이 현상을 설명하는 또 다른 방법은 성문 정지가 다른 자음과 동시에 이루어진다고 보는 것이다. 어떤 경우에는 성문 정지음이 무성 자음을 완전히 대체할 수도 있다. '성문화'라는 용어는 방출성 및 내파성 자음에도 사용된다.(성문 자음)

## 같이 보기
- 성문음
- 방출음
- 후음
- 내파음